# Saint-Barthélemy-de-Séchilienne
Saint-Barthélemy-de-Séchilienne è un comune francese di 469 abitanti situato nel dipartimento dell'Isère della regione dell'Alvernia-Rodano-Alpi.

## Società

### Evoluzione demografica
Abitanti censiti